# Octave Terrienne
Octave Terrienne  est un prélat catholique français, né le 9 septembre 1902 à Bouvron (Loire-Inférieure) et mort le 4 mars 1994 dans le 13e arrondissement de Marseille. Admis dans la Congrégation des pères du Sacré-Cœur d'Issoudun, il est ordonné prêtre le 27 janvier 1929 par l'évêque de Fribourg, en Suisse. Nommé vicaire apostolique des îles Gilbert et Ellice dans le Pacifique Sud, le 2 décembre 1937, il est consacré évêque en la cathédrale de Nantes le 25 juin 1938. Il devient alors le plus jeune évêque catholique au monde.

## Biographie
Octave Terrienne est né le 9 septembre 1902 à La Voliais, un village de Bouvron, commune rurale située à quarantaine de kilomètres au nord-ouest de Nantes. Il est le fils de Roland Terrienne (1867-1942), alors régisseur de la minoterie de Louis Guihot, et de Marie Rose Lemarié (1869-1938).
En octobre 1917, il entre en classe de 4e au petit séminaire du calvaire de Pontchàteau (Loire-Atlantique). Peu après, il est reçu au petit séminaire diocésain, ouvert provisoirement, après la guerre, dans les bâtiments des Frères de Bel-Air, à Nantes.
En 1919, quand le séminaire des Couëts, à Bouguenais à côté de Nantes, est rendu à sa destination première (il a été transformé en caserne durant la Première Guerre mondiale et est aujourd'hui le lycée professionnel Daniel-Brottier), Octave Terrienne suit ses condisciples dans la vieille maison qui a vu passer tant de générations de séminaristes.
En 1921, il entre au Grand séminaire de Nantes. En 1924, libéré du service militaire, il demande à être admis dans la Congrégation des Pères du Sacré-Cœur d'Issoudun.
Après un an de noviciat à Marseille, il est envoyé à Fribourg, en Suisse, où il suit les cours de l'université.
Le 27 janvier 1929, il est ordonné prêtre par Marius Besson, évêque de Fribourg.
Savenay, sa ville d'adoption, située à proximité de Bouvron et où ses parents se sont fixés, le revoit une dernière fois avant son départ pour les îles Gilbert dans le Pacifique Sud, le jour de Pâques 1929, pour y chanter une première grand'messe.

### Missionnaire aux îles Gilbert
Quelques mois plus tard, le 11 octobre 1929, il part pour l'Océanie. Il s'embarque au port de Marseille pour les îles Gilbert, alors une colonie britannique, où il arrive trois mois plus tard, le 23 janvier 1930.
Depuis 1897, les îles Gilbert ont été érigées en vicariat autonome et confiées aux missionnaires du Sacré-Cœur qui y étaient déjà au travail.
Le vicariat n'est pas un territoire ordinaire mais un ensemble d'îles très éloignées les unes des autres. Octave Terrienne est responsable de l'atoll de Tabiteuea-Nord, le plus grand atoll de l'archipel. Son confrère le plus proche est le père Auclair, responsable de la partie sud de l'île. Les deux missionnaires ne se rencontrent que rarement tant la distance est grande à parcourir en pirogue au travers du lagon. Il réside à la station de Tanaeang.

### L'évêque le plus jeune du monde
Il est nommé vicaire apostolique des îles Gilbert et Ellice, le 2 décembre 1937. Après avoir exercé son ministère pendant huit ans, ses supérieurs le proposent au pape pour qu'il devienne l'évêque de ces pays lointains. Il rentre en France, pour recevoir la consécration épiscopale par Monseigneur Jean-Joseph Villepelet le samedi 25 juin 1938, en la cathédrale de Nantes avec comme co-consécrateurs Auguste Fortineau et Auguste Cogneau. Jean-Joseph Villepelet indique alors qu'il est le huitième évêque missionnaire actuellement vivant, originaire du diocèse de Nantes.
Il devient alors, à l'âge de 35 ans, le plus jeune évêque catholique du monde.
Le dimanche 14 août 1938, il concélébre une messe pontificale solennelle à Bouvron, sa paroisse natale, avec le curé Choimet et de nombreux prêtres issus de la commune (le chanoine Jean Gerbaud de Bourbidan, Pierre Roberdel des Aulnais, Jean Lecou de Paribou, le chanoine Pierre Briand, Théophile Ménoret de Paribou).

### L'évêque dans la guerre du Pacifique
Après y avoir construit la plus grande église de la colonie en 1936, Octave Terrienne établit le vicariat à Tanaeang, à Tabiteuea-Nord, au lieu d'Ocean Island, siège de la colonie britannique.
Au cœur de l'océan Pacifique, il connait les difficultés de la Seconde Guerre mondiale lors de l'occupation des îles Gilbert par les Japonais et les combats violents entre ces derniers et les Américains dans la guerre du Pacifique et notamment la bataille de Tarawa en novembre 1943.
Au mois de décembre 1941, les rumeurs commencent à circuler sur l'entrée des Japonais dans le conflit mondial. Les îles Gilbert occupent une position stratégique entre l'Australie et les îles américaines du Pacifique, notamment Hawaï. En même temps que l'attaque de Pearl Harbor, dans la nuit du 8 au 9 décembre 1941, les Japonais débarquent à Butaritari et le lendemain arrivent à Betio, sur l'atoll de Tarawa.
À partir de septembre 1942, les Japonais se fortifient puissamment à Betio. Les Américains commencent alors à bombarder les installations. En réaction les Japonais, méfiants à l'égard des Blancs qu'ils considèrent être de connivence avec les Alliés, massacrent tous ceux qui n'avaient pas pu fuir. Le 15 octobre 1942, ils massacrent 22 Européens et Néo-Zélandais.
Octave Terrienne et ses compagnons, le père Viallon et le frère Conrad, furent épargnés. Transférés sur Butaritari, ils restent quatre mois prisonniers puis on les laisse sortir.
En septembre 1943, quand les Alliés entreprirent la conquête de l'île, on leur fit savoir qu'ils étaient recherchés pour être mis à mort par les Japonais et ils durent se cacher. Une nuit, pris entre les deux lignes de feu, essuyant les coups des deux côtés, il s'en tirèrent indemnes.

Aux Gilbert, Tarawa, Butaritari et Abemama furent les îles les plus touchées par la guerre. Quatre stations des missionnaires furent entièrement détruites : Betio, Butaritari, Nauru et Ocean Island. Quatre missionnaires furent massacrés : le père Pugebet et le frère Brummel sur Ocean Island et les pères Durand et Marquis qui avaient réussi à quitter leur atoll d'Abaiang sur une pirogue le 31 aout 1942, furent fusillés et tailladés à coups de baïonnettes sur l'île de Mille aux Marshall où ils avaient accosté. Plusieurs pères et sœurs catholiques moururent par la suite prématurément du fait des privations consécutives à la guerre. La Mission des îles Gilbert a payé à la guerre un bien lourd tribut.

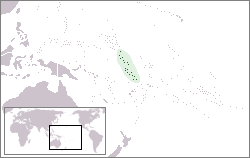
La colonie britannique des îles Gilbert et Ellice (en vert) dans l'ouest du Pacifique, aujourd'hui les Kiribati et les Tuvalu.

### Îles Gilbert et Gilbertins
Octave Terrienne entretient une correspondance avec les curés de Bouvron. Ses lettres sont publiées aux Bouvronnais par le curé qui les recopie dans La Semaine paroissiale. Ainsi, en juillet 1955, il décrit l'étendue de son territoire et la pauvreté de ses habitants : « … Pas besoin de grandes considérations pour établir la nécessité pour la mission de disposer de son propre bateau. La vie du missionnaire aussi bien du point de vue moral que physique, et le travail apostolique à soutenir ou à entreprendre n'ont qu'à être considérés dans leur cadre géographique pour que la question soit tout de suite jugée. Si l'on veut porter les dimensions du Vicariat sur une carte d'Europe à la même échelle, on verra les points extrêmes nord et sud respectivement à Londres et à Naples, tandis que la dernière île à l'ouest se trouvera dans le Finistère, il faudra aller à Stalingrad pour rencontrer la plus éloignée à l'est. Plus de 3 millions de km² du Pacifique où sont éparpillées 36 îles dont la superficie totale  équivaut à un département français. Voilà le territoire du Vicariat.
Nos catholiques sont pauvres. Leur seule richesse est la noix de coco qu'ils peuvent faire sécher et vendre. Quand toute une famille a vécu du fruit des cocotiers de la propriété - sans même toujours manger à sa faim - il ne lui reste plus beaucoup de cocos à vendre parfois. Dans les îles plus favorisées par la pluie abondante, la récolte en noix pourra être plus abondante et les revenus un peu meilleurs... ».

### Après la guerre
Le vicariat fut transféré à Tarawa, l'ancien chef-lieu, à la fin des années 1950.
Octave Terrienne prit l'initiative de la création de la Congrégation des sœurs de Sainte-Thérèse qu'il confia au père Ernest Sabatier. Elle fut érigée officiellement le 15 août 1951.
Pour se déplacer, la mission avait fait construire avant-guerre un premier bateau le San Teretia I. Il fut remplacé par le San Teretia II, un vieux sardinier acheté à Sydney qui fut converti en bateau de transport en 1950. Le San Teretia II permit à Octave Terrienne de visiter ses missionnaires isolés sur les différents atolls et de les ravitailler plus régulièrement. Malheureusement, le 2 aout 1952, aux îles Fidji, dans un passage critique entre Taveni et Vanua Levu les vagues le prirent de côté et le jetèrent sur les récifs.
On le répara mais en 1955, lors d'une brusque tempête venue de l'ouest, il alla se jeter sur les brisants de Nikunau en rompant ses amarres. Une fois de plus la mission fut réduite à l'isolement et au ravitaillement aléatoire des bateaux de passage. L'acquisition du San Teretia III, à Sydney, fut permise par la mobilisation de nombreuses collectes et offrandes, dont l'appel lancé aux paroissiens de Bouvron. En juin 1956, le nouveau navire entra triomphalement à Tarawa.
Confronté à l’accroissement des populations, dans un pays si pauvre, le gouvernement des Gilbert et Ellice songea à peupler les îles Phœnix avec l'excédent de ses habitants. Les Phœnix, inhabitées jusqu'alors, furent rachetées à la société Burns Philip pour permettre le peuplement par une colonie de Gilbertins. Rome confia ces îles à la mission des îles Gilbert et Octave Terrienne s'y rendit par deux fois en 1939 et en 1951 pour y organiser la vie de la communauté chrétienne.
En 1960, Octave Terrienne, demanda après trente années dont vingt-trois à la tête du vicariat à être déchargé de sa mission. Avant de quitter sa mission il connut deux grandes joies. Il avait pu introduire des catéchistes samoans dans deux atolls jadis interdits et avait connu la joie d'ordonner un premier prêtre autochtone.
Il est remplacé en 1961 par Pierre Guichet (1915-1988), originaire de Saint-Hilaire-de-Clisson en Loire-Inférieure.

### Après les îles Gilbert
Après avoir quitté son vicariat des iles Gilbert, Octave Terrienne, s'est retiré à la Trappe de Frattochie à Rome (1961-1969). Durant cette période, il a pris part comme évêque au concile Vatican II et a participé à l'accueil à la basilique d'Issoudun.
Octave Terrienne consacre les vingt années suivantes comme aumônier de religieuses à Cannes dans les Alpes-Maritimes.
De 1969 à 1971, il a été aumônier des Petites Sœurs des pauvres,
De 1971 à 1979, il a été aumônier des Sœurs du Bon Pasteur.
De 1980 à 1989, il a été aumônier des Sœurs de Marie Auxiliatrice à Cannet-Rocheville,
En 1989, il a pris sa retraite à la Bétheline, au monastère de la Congrégation des Missionnaires du Sacré Cœur de Jésus, à Château-Gombert dans le 13e arrondissement de Marseille.
Il est mort à Marseille le 4 mars 1994 à 91 ans et a été inhumé au cimetière de Château-Gombert.

### Famille
La famille Terrienne est originaire de Campbon, commune limitrophe de Bouvron, en Loire-Atlantique.
Du côté paternel, trois de ses grands-oncles, Jean-Baptiste, François et Roland Terrienne sont zouaves pontificaux.
Du côté maternel, François Lemarié (1833-1911), maire de Campbon de 1871 à 1875, zouave pontifical de 1864 à 1868, est un grand oncle d'Octave Terrienne. Roland Lemarié, né en 1775 à Coutable, dans la commune de Campbon, porte-drapeau des chasseurs du général Charette, général qui joua un rôle important pendant la guerre de Vendée sous la Révolution, est le grand-père de François, précédemment cité, et le trisaïeul d'Octave Terrienne.
Bernard Lemarié (1913-1996), maire de Caulnes (Côtes-du-Nord, aujourd'hui Côtes-d'Armor) et sénateur des Côtes-du-Nord de 1959 à 1989, est le cousin issu de germain d'Octave Terrienne.

## Héritage paroissial et commémoration
En octobre 2023, la famille d'Octave Terrienne a remis à la paroisse Notre-Dame de la Paix sur Isac, paroisse nouvelle qui inclut la paroisse de Bouvron, la mitre et l'anneau pastoral d'Octave Terrienne.
Le samedi 29 juin 2024, Laurent Percerou, évêque de Nantes, est venu à Bouvron honorer la mémoire de Octave Terrienne. 
L’événement a débuté par une conférence sur Octave Terrienne suivie d'une messe concélébrée en l'église de Bouvron par Laurent Percerou et dix prêtres et diacres.